# 拉姆皮特冰原島峰
66°57′S 65°47′W / 66.950°S 65.783°W
拉姆皮特冰原島峰是南極洲的冰原島峰，位於葛拉漢地，根據英國公司拍據的照片被繪入地圖，該冰原島峰以化學家命名，現時由南極條約體系管理。